# Prasinocyma nictata
Prasinocyma nictata är en fjärilsart som beskrevs av Louis Beethoven Prout 1913. Prasinocyma nictata ingår i släktet Prasinocyma och familjen mätare. Inga underarter finns listade i Catalogue of Life.